# メキサカルベート
メキサカルベート(Mexacarbate)は、カルバミン酸系の農薬（殺虫剤）である。アレクサンダー・シュルギンが開発し、1961年にダウ・ケミカルよりゼクトラン(Zectran)の商標で市販された。